# Тешово
Тѐшово е село в Югозападна България, област Благоевград, община Хаджидимово.

## Население

### Етнически състав
Преброяване на населението през 2011 г.
Численост и дял на етническите групи според преброяването на населението през 2011 г.:
|                     | Численост |
| Общо                | 187       |
| Българи             | 186       |
| Турци               | -         |
| Цигани              | -         |
| Други               | -         |
| Не се самоопределят | -         |
| Неотговорили        | -         |

## География
Село Тешово се намира в планински район в историко-географската област Мървашко. Разположено е в Южен Пирин, в източното подножие на връх Свети Петър (1757 m) на 960 m надморска височина и на 25 km югозападно от град Гоце Делчев. Други върхове от север на юг са Свещник – 1975 m, Муторок – 1970 m, Гьоргов гроб -1560 m, Свети Константин – 1750 m, Свети Петър – 1757 m, Чинило – 1417 m.
Землището на Тешово е голямо и силно пресечено. Издигат се много ридове, най-високи от които са Чифлището, Кукла, Караборум, Света Неделя, Вальов камен, Кукул камен и др. Синорът на селото е най-голям от околните села, около 200 km2.
Със своята дива природа, Тешовският синор е дом на най-различни диви животни. В гъстите вековни букови гори бродят диви прасета, сърни, мечки, вълци, лисици, зайци и катерици, язовци и диви котки. По високите върхове Свещник и Муторок са свили гнезда черни орли, сиви картали и соколи. По-ниско живеят глухари, кеклици и яребици. По горното течение на река Мътница и река Буровица има балканска пъстърва.
Ловната дружинка на Тешово се слави с улова на най-големите диви прасета, като същевременно се грижи за дивеча в региона.
Поради специфичното си геогрофско местоположение, чистият въздух и изворната кристална вода, напоследък има огромен интерес от българи и чужденци за закупуване на имоти в селото.
В Тешово има няколко пчелина и се произвежда натурално чист пчелен мед. В зависимост от растителността има няколко вида – акациев, „зайча метла“ и букет. Освен мед, тук се прави и прочутото тешовско саламурено овче сирене.

## История
В Тешово има запазена средновековна каменна кула, която е обявена за паметник на културата.
През Възраждането Тешово е един от важните центрове на железодобивната индустрия в Мървашко. Тук е имало множество пещи (пехци) и няколко самокова, като последният е спял да работи през 1916 година. В селото е имало и много ковачници (кузни), в които се изработвали различни предмети, коита заедно с изкованото на самоковите желязо на пръти се разнасяли и продавали в Демир Хисар, Сяр, Солун, Зиляхово, Драма, Алистрати, Нигрита, Правища, Кавала, Пазарджик, Пловдив. Към края на XVIII век в Тешово е имало „керхана“ за изливане на гюлета (топ-куршум), които се откарвали във военния арсенал в Правища за доработване.
С голяма историческа и архитектурна стойност е и църквата „Свети Димитър“, построена през 1843 – 1844 година. Цялото пространство по стените, вътре и вън, е изографисано с многобройни сцени и образи от библейски сказания, от мировия свят и моменти от историческото ни минало. Единствена по рода си в България е сцената „Наказание Владимирово. Воцарение Симеоново“, изобразяваща важно историчско събитие, станало през 893 година.
През 1858 година в селото е разкрито училище с преподаване на гръцки език. От 1873 учителят Иван Попниколов въвежда в училището и църквата българския език. Попниколов учителства в селото до 1880 година.
През XIX век Тешово е голямо село със смесено население, числящо се към Неврокопската кааза на Серския санджак. В „Етнография на вилаетите Адрианопол, Монастир и Салоника“, издадена в Константинопол в 1878 година и отразяваща статистиката на населението от 1873 година, Тешево (Téchévo) е посочено като село със 159 домакинства и 65 жители мюсюлмани и 470 българи. В 1889 година Стефан Веркович (Топографическо-этнографическій очеркъ Македоніи) отбелязва Тетюво като село със 130 български и 23 турски къщи.
В 1891 година Георги Стрезов пише:
| „ | Тешово, на ЮЗ от Неврокоп 4 часа. Лежи на източната страна на Али Ботуш, на стръмно място. Над селото има дъбрава, отдето извира поток, минува през селото и през Лъки. Българска църква „Св. Димитър“; българско училище с 45 ченика. Сега се появи и гъркоманска партия. Причината била силният град, изпратен нарочно от Провидението да накаже нечестивците, които не рачат да припознаят гръцкия владика. Къщи 230: българе 200 и 30 турци. | “ |

Съгласно известната статистика на Васил Кънчов („Македония. Етнография и статистика“) към 1900 година в селото живеят 1200 българи християни, 120 турци и 60 цигани. По данни на секретаря на Българската екзархия Димитър Мишев („La Macédoine et sa Population Chrétienne“) в 1905 година в Тешово живеят 1600 българи екзархисти. В селото функционира българско начално училище с 1 учител и 58 ученици.
В рапорт до Иларион Неврокопски от 1909 година пише за Тешово:
| „ | С. Тешово... Селото е разположено на стръмно място близо до Тешовската гора, на разклона за Пирин. През селото минава Тешовската река. Има добра вода за пиене. Иман хубави гори и пасища. Тешово е село на българи и турци. Има 193 къщи на българите, а на вторите – 26. Занимават се със земеделие, скотовъдство, въглищари и кираджии са. В селото има мини. Добива се желязо, обаче вече не работят. Църквата „Свети Димитър“ е хубава. Солидно здание. Има вид на манастир. Всяка година на Св. Димитър тук се събира много голямо население. Общината е добра. Дарила е на църквата камбанария с голям часовник. | “ |

При избухването на Балканската война през 1912 година седем души от Тешово са доброволци в Македоно-одринското опълчение.
Никола Киримов – Гоцето от село Тешово организира заедно с Георги Хазнатарски, Тома Радовски и Лазар Кунгалов пренасянето на тялото на убития Яне Сандански от местността Блатата. Гоцето напуска Тешово и известно време работи като ратай в село Пирин, преди да се захване с комитските дела.

## Редовни събития
Всяка година на 26 октомври (Димитровден) се организира традиционен събор – празник на селото и църквата. От всички краища на България се стичат роднини и потомци на Тешовалии.
А на 29 юни (Петровден) има традиция да се нощува на Беглижките ливади, местност на около 2 часа път пеша от селото. На сутринта се прави курбан за здраве до параклиса „Св. Петър“, който се намира почти на самия едноименен връх и само на 10 минути от Беглижките ливади.

## Личности
Родени в Тешово
- Андон Георгиев Димитров (Мицев, 1877 - след 1943)[15] кюмюрджия с II отделение образование,[16] македоно-одрински опълченец, служил в 3-та рота на 13-а кукушка дружина,[15][16] на 14 април 1943 година, като жител на Тешово, подава молба за българска народна пенсия, която е одобрена и пенсията е отпусната от Министерския съвет на Царство България[15]
- Атанас Тешовски (1866 – 1905), български революционер, войвода на ВМОРО
- Богомил Янев (р. 1947), български офицер, генерал-майор от МВР
- Вангел Япов (? – 1891), български хайдутин
- Васил Шебанчето, български революционер, четник при Филип Цветанов
- Димитър Шабанов (1920 – 1996), български агроном
- Иван Попниколов (1853 – 1912), български просветен деец и революционер
- Никола Киримов, деец на ВМОРО от село Тешово, наричан в организацията Гоцето заради близостта му с Гоце Делчев.[17]
- Петко Пелтеков, български учител в Баня и Якоруда (1873 – 1888), в Горна Джумая (1888 – 1892), след което е свещеник в Бучино и Бараково, а от 1901 година в Абланица, Ловешко[18]
- Никола Мечев (1869 - 1938), български хайдутин и революционер от ВМОРО
- Стоян Шопов (р. 1970), български офицер, бригаден генерал
- Стою Ат. Свинаров, български хайдутин и революционер, участник с четата на Ильо войвода в Кресненско-Разложкото въстание[19]
- Трифон Михайлов Тодоров, български военен деец, подпоручик, загинал през Втората световна война[20]

Починали в Тешово
- Георги Рачков (1892 - 1931), български революционер от ВМРО